# Одеризио ди Монтекассино
Одеризио ди Монтекассино (Oderisio, также известный как Odorisio; as Oderisius; as Oderisius de Marsi;, as Oderisio I di Montecassino) — католический церковный деятель XI—XII века.
Внук графа Ринальдо ди Марси, сын графа Одеризио II. Стал кардиналом-дьяконом церкви Сант-Агата на консистории 6 марта 1059 года в Озимо. После смерти папы Виктора III стал 13 сентября 1087 года 39-м аббатом Монтекассино. В 1088 году сменил титул на кардинала-священника Сан-Марчелло.